# Mendoza proszynski
Mendoza proszynski är en spindelart som först beskrevs av Biswas, Begum 1999.  Mendoza proszynski ingår i släktet Mendoza och familjen hoppspindlar. Inga underarter finns listade i Catalogue of Life.